# Ian Soliane
Œuvres principales
- La Bouée, Après Tout

Ian Soliane, né en 1966 à Orléans, est un écrivain français.

## Biographie
Né d'une mère française et d'un soldat américain, Ian Soliane vit seul avec sa mère, jusqu'à l'âge de cinq ans. Il est ensuite élevé par un père adoptif et durant huit années se déroule le drame familial qu'il rapportera dans son œuvre, l'inceste (qu'il raconte dans son troisième roman publié chez Léo Scheer : Le Crayon de Papa). À 20 ans, il quitte l'université et se met à étudier l'art de l'acteur au cours Florent. Son premier texte, Le Métèque, est acheté par France Culture et la Comédie-Française pour une adaptation radiophonique. Après La Saigne, écrit alors qu'il a trente ans, il retrouve son père biologique aux États-Unis, et découvre qu'il est amérindien. Soliane est un pseudonyme, contraction de Solange et Marianne, respectivement la mère et la sœur de l'auteur.

## Œuvres
- La Saigne, Éditions La Musardine, 2000
- Le Métèque, théâtre, première diffusion sur France Culture : mai 2001
- Solange ou l'école de l'os, Éditions Léo Scheer, 2002
- Le Crayon de papa, Éditions Léo Scheer, 2004
- Pater Laïus, éditions è®e, 2008
- J'ai empaillé Michael Myers, La chambre d'échos, 2008
- La bouée, Éditions Gallimard, coll. « L'Arpenteur », 2012
- Culte, Editions La Musardine, 2013
- Basqu.I.A.t, éd. JOU, 2021
- Bamako-Paris, éd. Koinè, théâtre, 2021
- Après tout, éd. JOU, 2024
- Ad Patres, éd. Koinè, théâtre, 2024